# Fântâna cu pești din Timișoara
Fântâna cu pești este o fântână arteziană din Timișoara, aflată în Piața Victoriei. Deși nu este un monument istoric, ea a devenit unul dintre simbolurile Timișoarei.

## Istorie
A fost construită în 1957. Inițial, avea forma unei stea cu cinci colțuri, pe care erau așezați pești de bronz. Forma fântânii s-a schimbat de mai multe ori. La începutul anilor 2010 a fost iluminat decorativ împreună cu Statuia Lupoaicei, aflată în vecinătate.

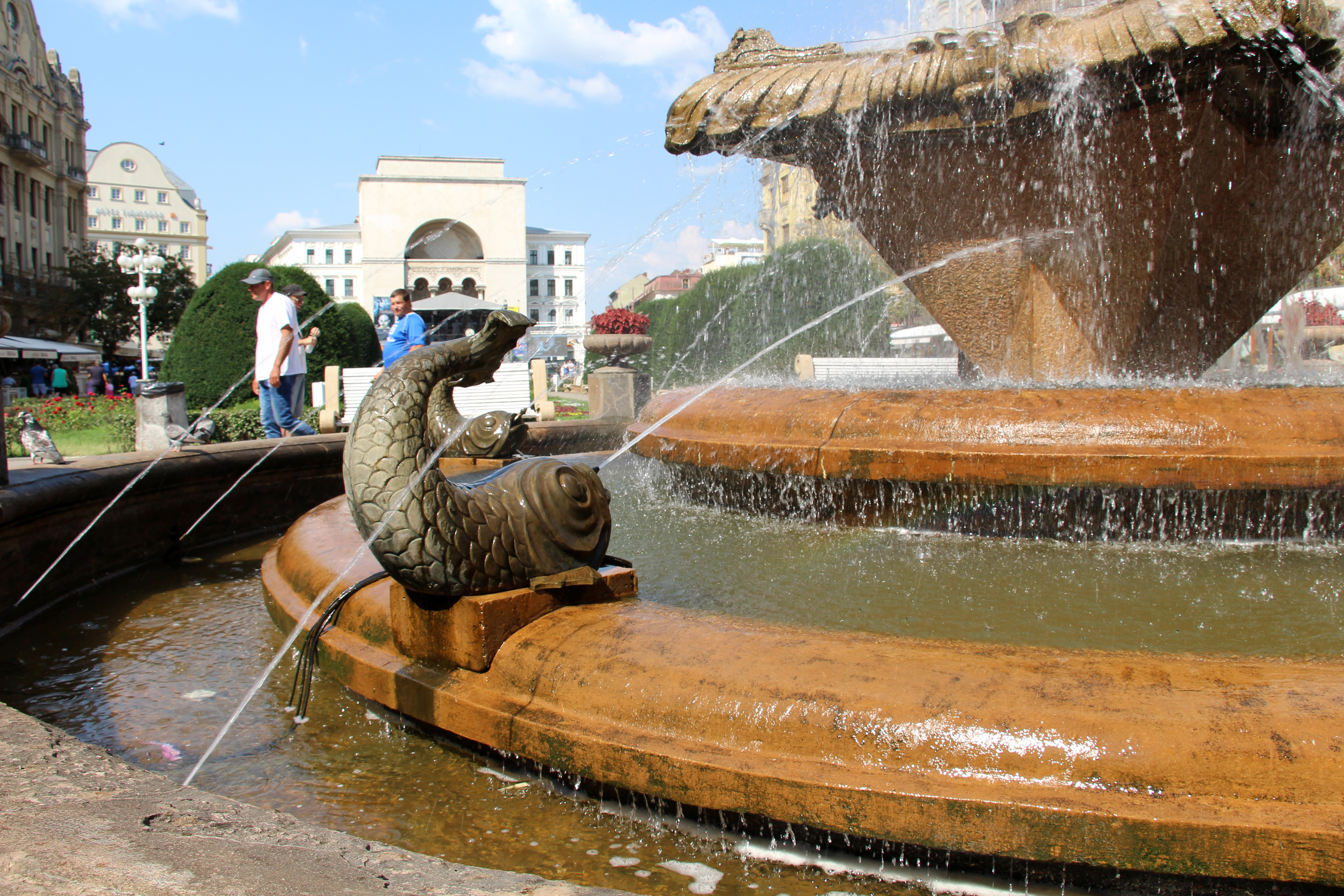
Detaliu al unuia dintre pești

În 2019 a intrat în renovare, fiind împrejmuită cu un gard, însă lucrările nu au pornit imediat. În martie 2021 au început lucrările, dar termenul indicat pe panoul informativ, februarie 2022, nu a fost respectat. Renovarea, care a durat în cele din urmă un an și jumătate (sau trei ani, dacă se ia în considerare și perioada în care fântâna a fost împrejmuită), s-a încheiat în noiembrie 2022.

## În cultura populară
În 1969, videoclipul piesei trupei Phoenix „Totuși sunt ca voi” a fost filmat la Fântâna cu pești.